# Blackwall Yard

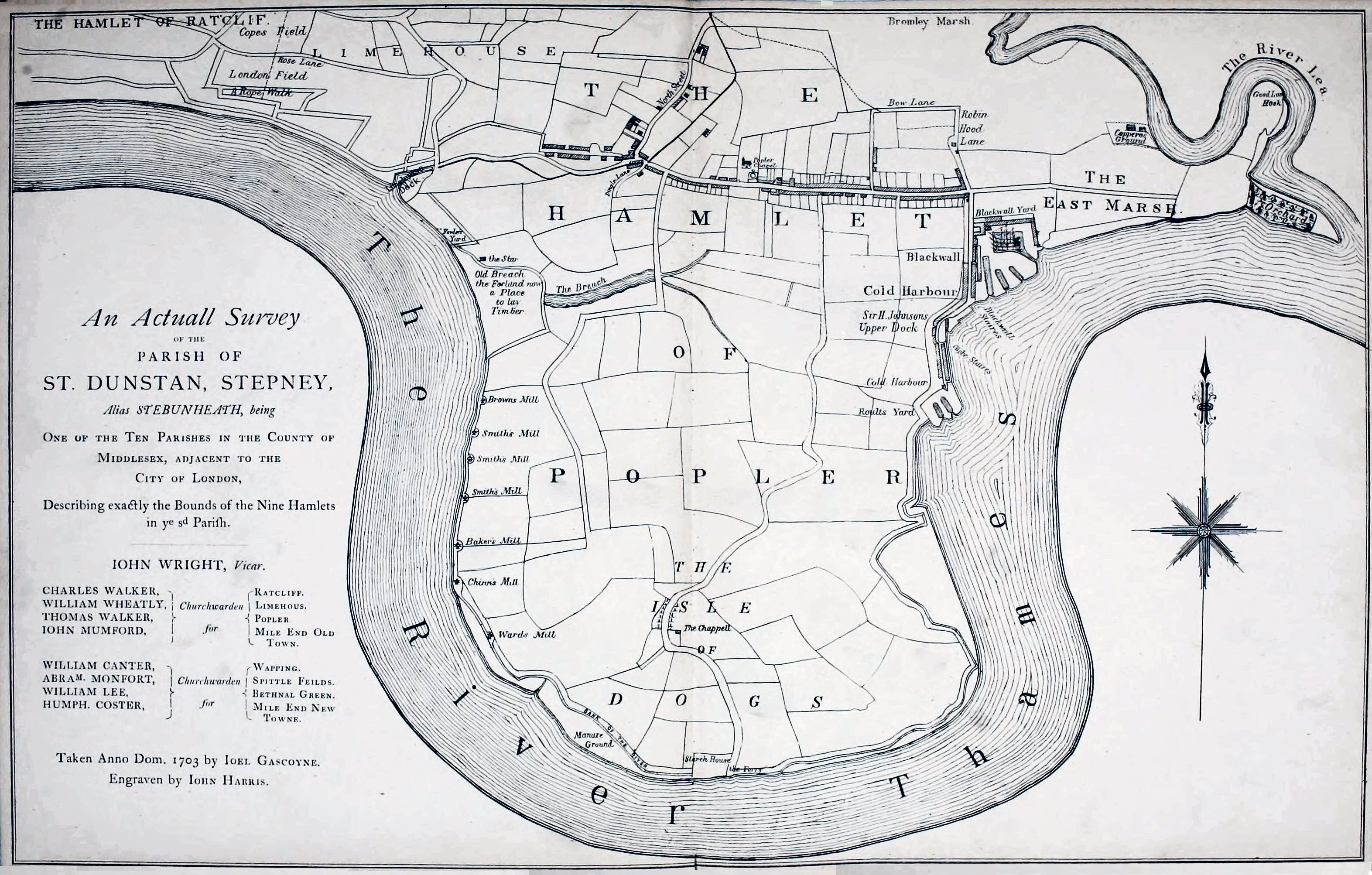
Lage der Werft auf einer Karte von 1703

Blackwall Yard war ein Werftgelände im Londoner Stadtteil Blackwall an der Themse, in dem über 350 Jahre lang Schiffe gebaut und später auch repariert wurden. Die Werft wurde 1987 geschlossen. Nicht verwechselt werden darf der Blackwall Yard mit den in der Nähe gelegenen Werft Thames Ironworks and Shipbuilding and Engineering Company, die ihre Hauptverwaltung ebenfalls in Blackwall hatte, deren Betriebsgelände aber in Leamouth Wharf gelegen war.

## Geschichte

### East India Company

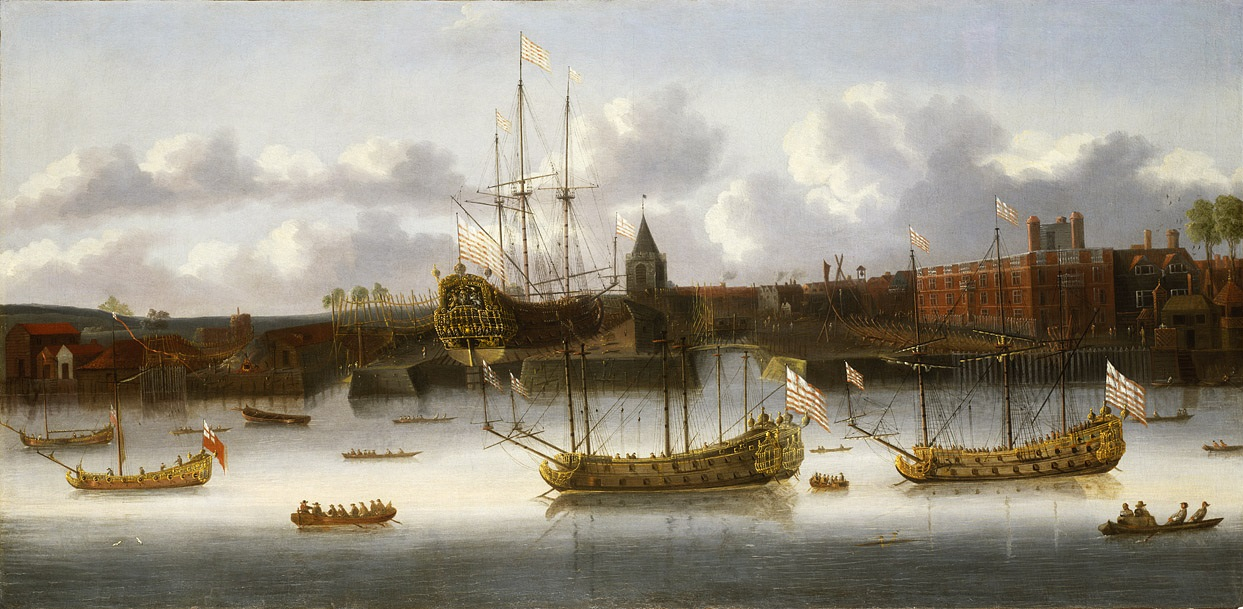
The East India Company’s Yard at Deptford, 17. Jahrhundert, National Maritime Museum, Greenwich

Blackwall war seit dem Mittelalter ein Ort, an dem Schiffe gebaut wurden. 1607 beschloss die Britische Ostindien-Kompanie, ihre eigenen Schiffe zu bauen, und mietete eine Werft in Deptford. Anfangs erwies sich dieser Strategiewechsel als profitabel, das die neuen Schiffe die Kompanie so nur £ 10 pro BRT kosteten anstatt £ 45 pro BRT, die für im Auftrag gebaute Schiffe zu zahlen waren. Mit der Zeit veränderte sich die Situation allerdings, da die Werft in Deptford zu teuer im Unterhalt wurde.
1614 wurden die Anlagen in Deptford auch zu klein für die Ostindien-Kompanie und man beauftragte William Burrell mit den Arbeiten für eine neue Werft für Reparatur, Bau und Beladung abfahrender Schiffe. Das Gelände, das Burrell wählte, lag in Blackwall, weiter flussabwärts, und besaß tieferes Wasser, was beladenen Schiffe ermöglichte, näher an den Docks zu ankern. Die neue Werft ging 1617 in Betrieb. Im Laufe des 17. Jahrhunderts wurden die Werft und ihre Einrichtungen mehrfach vergrößert. Sie war von einer 3,66 m hohen Wand umgeben, diente aber nicht zur Lagerung von Importgütern. Später im 17. Jahrhundert kehrte die Ostindien-Kompanie zu ihrer früheren Praxis zurück, Schiffe zu mieten. In vielen Fällen ließen die Schiffseigner, die ihre Schiffe an die Ostindien-Kompanie vercharterten, diese in Deptford oder Blackwall bauen.

### Die Johnsons
1656, nachdem der Stern der Ostindien-Kompanie gesunken war, wurde die Werft an den Schiffsbauer Henry Johnson (später Sir Henry Johnson) verkauft, der schon die Docks und Teile der Werft gemietet hatte. Die verkauften Anlagen umfassten drei Docks, zwei Slipanlagen, zwei Kräne und Lagerhäuser. Johnson vergrößerte die Werft weiter und baute und reparierte weiterhin Schiffe für die Ostindien-Kompanie und andere Kunden.

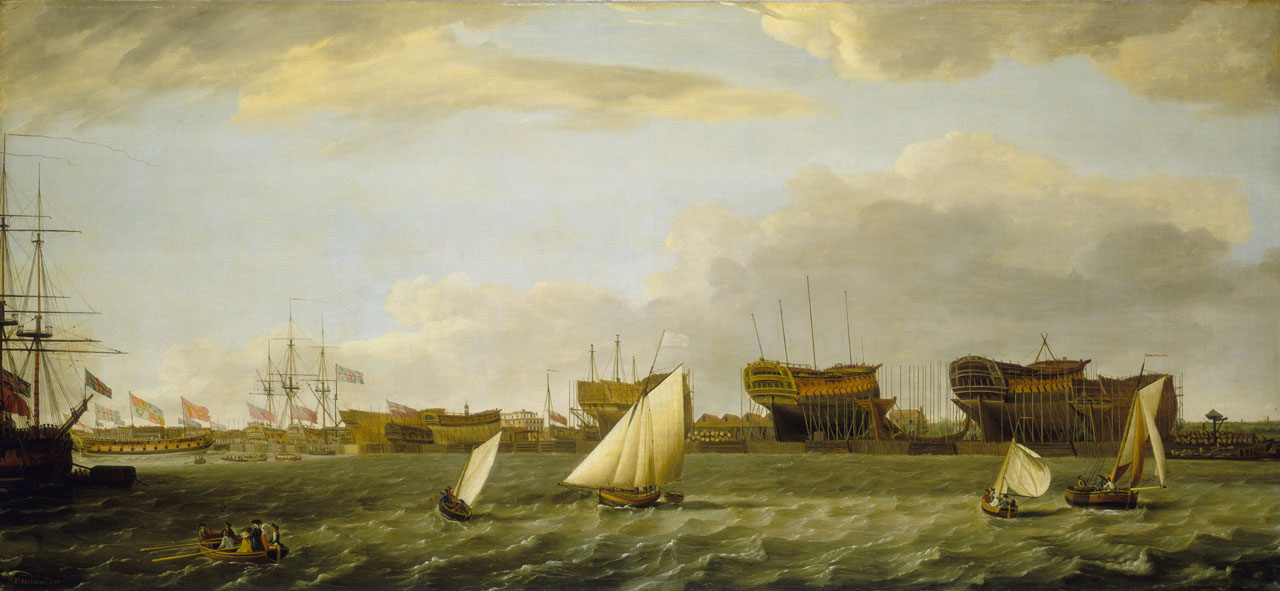
Blackwall Yard from the Thames, von Francis Holman, 1784, im National Maritime Museum, Greenwich

Die englisch-niederländischen Seekriege Ende des 17. Jahrhunderts verursachten zu viel Arbeit für die Werften der Royal Navy und deren Leitung unter Samuel Pepys gab mittelgroße Linienschiffe in Blackwall – damals die größte Werft an der Themse in privater Hand – in Auftrag. Ein neues Dock auf über 6.000 m² wurde in dem 1660er-Jahren gebaut; es war das größte Dock in England bis zum Bau des Howland Great Wet Dock in Rotherhithe. Der Bau von Handelsschiffen wurde fortgesetzt, wobei Blackwall zwischen 1670 und 1677 zwölf Schiffe baute, als König Karl II. Schiffsbauern eine Prämie zahlte. Nach Johnson Tod 1683 ging die Werft an seinen Sohn Henry jun. über, der kein Schiffsbauer war. Nach dem Tod von Henry jun., der damals Gouverneur von Cape Coast Castle für die Royal African Company war, im Jahre 1718 hatte die Werft wenig Arbeit, bis sie 1724 verkauft und von Bronsdens in Deptford übernommen wurde. Mit dem Ende der englisch-niederländischen Seekriege ließ die Royal Navy ihre Schiffe wieder in den eigenen Werften bauen. Dies änderte sich mit dem Krieg mit Spanien 1739.

### Die Perrys

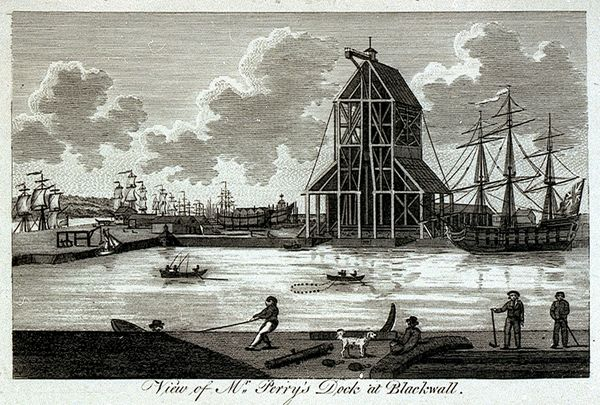
View of Mr Perry’s Dock at Blackwall, 1789, im National Maritime Museum, Greenwich

Die Werft reparierte und baute im 17. und 18. Jahrhundert weiterhin Schiffe, insbesondere für die Ostindien-Kompanie. Unter der Leitung und später im Besitz der Familie ‚’Perry’’ erholte sich die Werft. Als die Royal Navy 1742 erneut an der Werft interessiert war, war sie die mit der größten Kapazität an der ganzen Themse.
Als 1784 Francis Holman die Werft malte, war sie angeblich die größte private Werft der Welt. Zu dieser Zeit begannen die Perrys mit dem Bau des großen Brunswick Dock im Osten des Geländes, das 1790 eröffnet wurde.
1803 wurde die Werft verkleinert, als die East India Dock Co. den östlichen Teil des Geländes einschließlich des Brunswick Dock kaufte. Das Brunswick Dock wurde zum „East India Export Dock“ (das südliche der beiden Docks), das im 20. Jahrhundert aufgefüllt und zum Gelände der Brunswick Wharf Power Station wurde. In den 1830er Jahren durchschnitt die London and Blackwall Railway das verbleibende Gelände und trennte den nördlichen Teil ab, der dann verkauft wurde.

### Wigram & Green
Als sich die Familie Perry aus dem Geschäft zurückzog, wurde aus der Werft die Fa. Perry Sons & Green (George Green hatte die Tochter von John Perry jun. geheiratet), Perry, Wells & Green (eine halbe Aktie ging an den Schiffbauer John Wells aus Rotherhithe) und schließlich Wigram & Green. 1821 baute die Gesellschaft ihr erstes Dampfschiff. In dieser Zeit baute die Werft auch Blackwall-Fregatten.

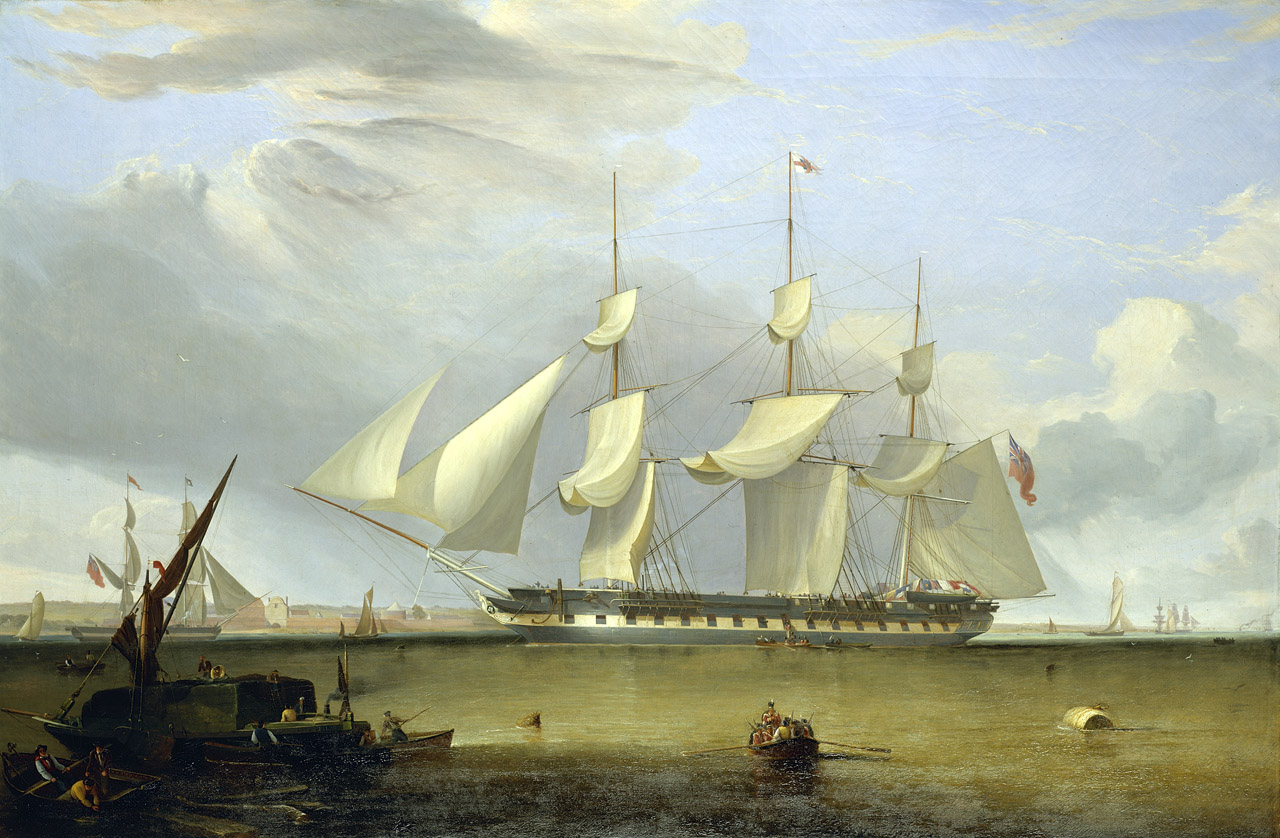
The East Indiaman Prince of Wales embarking troops off Gravesend, 1845, John Lynn zugeschrieben, National Maritime Museum, Greenwich

### Die Wigrams
1843 wurde das verbliebene Gelände auf zwei Werften aufgeteilt, wobei Wigram & Sons im westlichen Teil angesiedelt war. Die Wigrams begannen bald mit dem Bau von Schiffen mit Stahlrumpf, gaben aber 1876 das Geschäft auf. 1877 kaufte die Midland Railway die Werft und bauten sie als Kohlendock aus, das bis in die 1950er-Jahre bestand. Man nannte es Poplar Dock, was aber nicht mit dem Poplar Dock der North London Railway verwechselt werden darf, das 1851 weiter westlich gebaut wurde und immer noch als Hafen in Gebrauch ist. Im Zweiten Weltkrieg wurde das Dock durch Bomben stark beschädigt, wurde später aufgefüllt und von Charringtons als Lager für Schweröl genutzt. Ein Teil des Geländes dient heute der nördlichen Tunnelbelüftung des zweiten Blackwall-Tunnels, der Rest ist mit Wohnhäusern bebaut.

### Die Greens
Im östlichen Teil der Werft war die Firma R. & H. Green ansässig. Die Greens zerstörten die frühere Bebauung, um das Trockendock zu vergrößern, das heute als Östliches Dock oder Lower Graving Dock bekannt ist. Es wurde Stück für Stück verlängert und verschmälert. 1882 war es 102 m lang und 19 m breit, hatte einen Holzboden und gemauerte Wände. 1878 wurde das Neue Dock oder Upper Graving Dock eröffnet. Es war 125 m lang (später auf 144 m verlängert), an der Einfahrt 20 m breit und 7 m tief. Die Greens bauten länger als die Wigrams Schiffe mit hölzernem Rumpf, auch 25 Seeschiffe, wovon 14 Kanonenboote mit 200 BRT waren, die im Krimkrieg eingesetzt wurden. Das erste Schiff mit Stahlrumpf wurde dort 1866 gebaut.
Die R. & H. Green Ltd. baute bis 1907 Schiffe in Blackwall. 1910 fusionierte die Gesellschaft mit der Silley Weir & Company und nannte sich forthin R. & H. Green and Silley Weir Ltd. Sie besaß ein weiteres Werftgelände in den Royal-Albert-Trockendocks. Bis zum Ausbruch des Ersten Weltkrieges wuchs die Firma kräftig und konzentrierte sich auf Schiffsreparaturen. Im Krieg baute man Munitionsschiffe, Minenräumer, Hospitalschiffe und Zerstörer.
Nach dem Krieg begann ein großes Bau- und Renovierungsprogramm auf der Werft. Zwischen den beiden Docks entstand ein Konstruktionsbüro. Es war fast 106 m lang, mehr als 30 m breit und fast 18 m hoch. Es dominierte die Werft bis Ende der 1980er-Jahre.
1977 fusionierte die Firma mit der London Graving Dock Co. Ltd. im Südosten des Blackwall Basin in den West India Docks und wurde zur River Thames Shiprepairers Ltd., die zur verstaatlichten British Shipbuilders gehörte. Das Gelände in Blackwall wurde als Blackwall Engineering bekannt und blieb bis 1987 in Betrieb.
Das Upper Graving Dock blieb bis zur Schließung der Firma in Gebrauch. 1989 wurde es teilweise aufgefüllt und das neue Reuters-Gebäude entstand, das es überspannte. Das östliche Trockendock (eines der frühesten, an der Themse gebauten) wurde 1991–1992 renoviert.

## Schiffe
- HMS Warspite, 62 Kanonen, gebaut 1665–1666 von den Johnsons, für £ 6.090.
- HMS Belliqueux, 64 Kanonen, 1.376 BRT, gebaut 1780 von den Perrys
- HMS Powerful, 74 Kanonen, gebaut 1783 von den Perrys
- HMS Vennable, 74 Kanonen, 1.652 BRT, gebaut 1784 von den Perrys
- HMS Hannibal, ebenfalls 1.652 BRT, gebaut von den Perrys von Juni 1782 bis April 1786, für £ 31.509.
- HMS Albion, ein mittelgroßes Linienschiff mit 1.729 BRT, gebaut 1802 von den Perrys
- Alfred, ein Ostindienfahrer, gebaut 1845 von den Greens[8]
- HMS Terpsichore, gebaut 1847 von den Wigrams
- Indus, ein Raddampfer mit 1.782 BRT, gebaut 1847 von den Wigrams
- Werft-Nr. 275, 278, 282 waren 1847 gebaute Leichter
- Werft-Nr. 279 war der Teeklipper Sea Witch, gebaut 1848.
- Werft-Nr. 291 war der berühmte Teeklipper Challenger, gebaut 1852, 53 m lang, 9,75 m breit und 6,10 m Tiefgang.
- Radetzky, gebaut 1854 von den Wigrams für die österreichische Marine
- Superb, 364 BRT, gebaut 1866 von den Greens
- HMS Crocodile, Truppentransporter, 4.173 BRT, gebaut 1867 von den Wigrams
- Schlepper Gamecock, gebaut 1880 von R. & H. Green[9]
- Schlepper Stormcock, gebaut 1881 von R. & H. Green[9]
- Schlepper Woodcock, gebaut 1884 von R. & H. Green[9]
- Schlepper Sirdar, Doppelschraubenschlepper, gebaut 1899 von R & H Green[10]
- Warley: Die Perrys bauten zwei Ostindienfahrer mit dem Namen Warley, einen 1788 und einen 1796.